# Rondos (Lauricocha)
Rondos (en quechua: Runtus) es una localidad peruana, cabecera del distrito homónimo.

## Ubicación geográfica

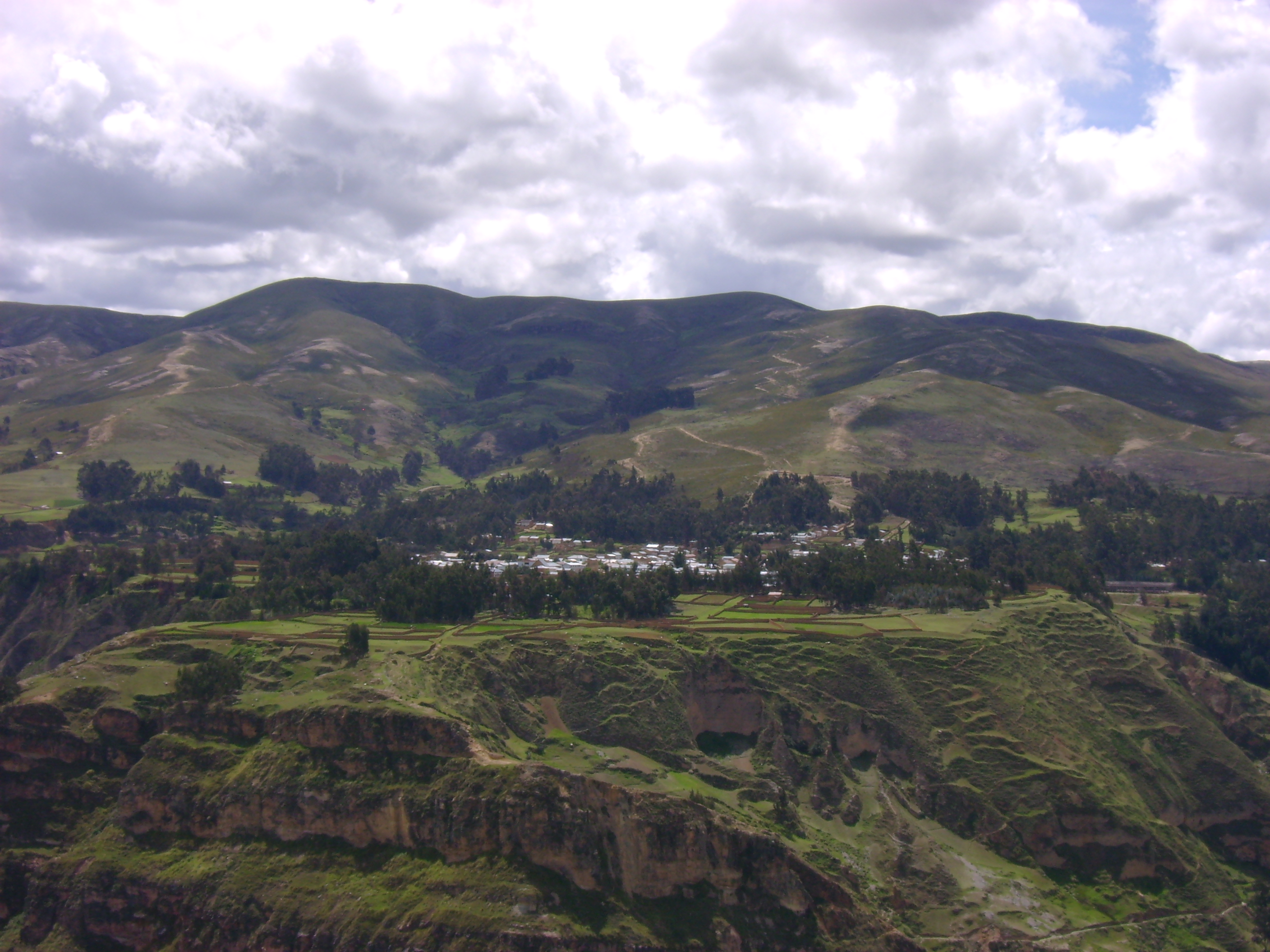
Vista de la ciudad de Rondos desde la parte alta de Huarín.

Capital y núcleo urbano del distrito de Rondos de la provincia de Lauricocha en el departamento de Huánuco. Ubicado en el este del distrito mencionado, a 3572 m s. n. m. se emplaza sobre la meseta homónima de superficie de 0.62 km², que se eleva sobre los ríos Nupe y Marañón y al pie del cerro homónimo.
Ocupa casi el total de la superficie de la meseta de Rondos y sin duda alguna por su posición geográfica se le llama como "El Mirador del hombre más antiguo de América".

## Descripción turística urbanística

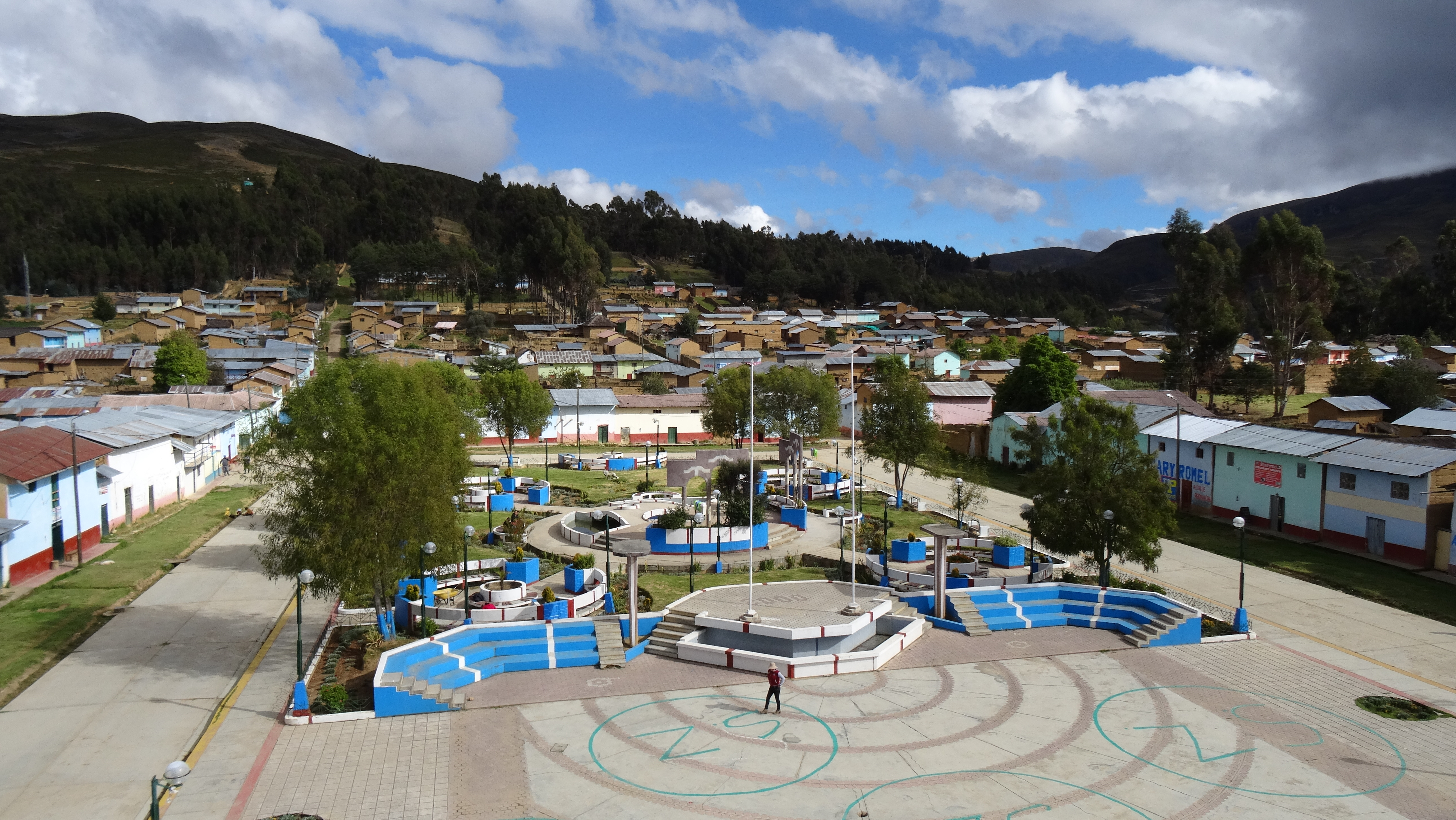
Plano de la ciudad de Rondos visto desde el edificio de la municipalidad.

En el perímetro de su Plaza de Armas, por su lado este se encuentra la Municipalidad distrital de Rondos y por el lado sur está la Comisaría distrital. El área alrededor de la Plaza de Armas es completamente urbano y cuenta con servicios de comercio, restaurantes y alojamiento (incluyendo los lados oeste y norte del perímetro de la plaza); conforme se va alejando de la plaza en cualquier dirección hacia alguna parte de su perímetro, la ciudad adquiere un aspecto más rural, en esto radica su encanto. La ciudad por su lado oeste de su perímetro está al pie del cerro Rondos.
En cuanto a su encanto es que en la ciudad está presente tanto lo urbano como lo rural dentro una pequeña superficie. El resto de perímetro (bordes de la meseta) esta limitado por acantilados que se elevan aproximadamente 250 m sobre los valles de los ríos Nupe y Marañón, por lo que está configuración de la meseta otorga a la ciudad la cualidad de un mirador natural.

### Lado norte
Desde este lado se divisa los cerros Atavilca, Sombrerohuanca y Torres; separados de la meseta por la quebrada Atojshayco. Mirando hacia el noreste y hacia abajo el naciente río Marañón y sobre ella el plano de la ciudad de Huarín, cabecera del vecino distrito de San Francisco de Asís

### Lado este
Por este lado se divisa el imponente cerro Talapunta, ubicado en el margen este del río Marañón en el distrito vecino mencionado anteriormente. Este cerro también es visible dentro de la propia ciudad de Rondos siempre mirando hacia el este.

### Lado sur
Hacia el sureste se observa el valle del río Nupe y la cima del cerro Gongui que viene a ser la punta del extremo norte del distrito de Jivia; mirando a su al pie sucede uno de los hermosos eventos naturales cuando los ríos Lauricocha y Nupe se unen formando el gran río Marañón. Por el sur también se divisa el valle del río Nupe; sobre el cual en su margen oeste y en primer plano es visible las ruinas de Torga, así como al fondo el cerro Calashpampa, guardián de la ciudad de Baños que es cabecera del vecino distrito homónimo. Sobre todo y al fondo en días despejados es posible divisar en forma notable las caras nororientales de los picos nevados del Siula Grande y Yerupajá de la cordillera Huayhuash.